# Panini Comics Magyarország
A Panini Comics Magyarország az olasz Panini S.p.A képregényekkel foglalkozó osztályának, a Panini Comicsnak a  magyarországi képviselője. A képregények magyar változatait előbb a Míves Céh, majd a Képes Kiadó gondozta. A nyomtatás Olaszországban történik. A Panini S.p.A anyacég a Marvel Comics európai jogainak tulajdonosa.

## Története
A kiadó 2005 októberében igazi hiánypótlóként 4 darab, havi Marvel kiadvánnyal robbant be a magyar piacra. 2006 októberétől két legnépszerűbb sorozata, a Hihetetlen Pókember és az Újvilág X-Men jelentősen megnövelve, 52 oldalon jelent meg. A kiadó 2008 januárjában befejezte az utolsó sorozatát is.

## Kiadványok
| Cím                         | Kiadva    | Számok | Tartalom                      |
| --------------------------- | --------- | ------ | ----------------------------- |
| A Hihetetlen Pókember       | 2005-2008 | 27     | Amazing Spider-Man vol. 2     |
| Rozsomák                    | 2005-2006 | 12     | Wolverine vol. 3 #20-31       |
| Újvilág Fantasztikus Négyes | 2005-2006 | 12     | Ultimate Fantastic Four #1-12 |
| Újvilág X-Men               | 2005-2007 | 26     | Ultimate X-Men                |

## Külső hivatkozások
- Panini Comics Magyarország
- Marvel Comics